# Rhynchium magnificum
Rhynchium magnificum är en stekelart som beskrevs av Smith 1869. Rhynchium magnificum ingår i släktet Rhynchium och familjen Eumenidae. Inga underarter finns listade i Catalogue of Life.